# Diplazium solutum
Diplazium solutum är en majbräkenväxtart som först beskrevs av Hermann Christ och fick sitt nu gällande namn av David Bruce Lellinger.
Diplazium solutum ingår i släktet Diplazium och familjen Athyriaceae. Inga underarter finns listade i Catalogue of Life.